# Dallas Times Herald
Dallas Times Herald byl novinový deník vydávaný pro celou spádovou oblast texaského města Dallas. Tento deník vznikl roku 1888 sloučením novin Dallas Times a Dallas Herald. Dallas Times Herald získal za dobu své existence třikrát Pulitzerovu cenu, vždy v kategorii fotografie a dále dvě ocenění George Polk Awards za místní a regionální zpravodajství. Roku 1969 se deník dostal do vlastnictví mediální korporace Times Mirror. Ta jej roku 1986 prodala společnosti MediaNews Group se sídlem v Denveru ve státě Colorado. 8. prosince 1991 byl však deník zakoupen za 55 milionů dolarů svým největším konkurentem The Dallas Morning News, který hned následující den ukončil činnost novin, čímž po způsobil faktický zánik Dallas Times Herald.